# Mahuva
Mahuva ist eine Stadt im indischen Bundesstaat Gujarat.
Die Stadt ist der Teil des Distrikt Bhavnagar. Mahuva hat den Status einer Municipality. Die Stadt ist in 13 Wards (Wahlkreise) gegliedert.

## Demografie
Die Einwohnerzahl der Stadt liegt laut der Volkszählung von 2011 bei 82.772.

## Wirtschaft
Die lokale Wirtschaft von Mahuva basiert hauptsächlich auf dem Markt und den Industrien für landwirtschaftliche Erzeugnisse. Die Umgebung der Stadt ist für den Anbau von Zwiebeln bekannt.